# Марша Крос
Марша Ан Крос (на английски: Marcia Anne Cross) (родена на 25 март 1962 г.) е американска актриса. Известна е като д-р Кимбърли Шоу в сериала „Мелроуз Плейс“ и Бри Ван де Камп в „Отчаяни съпруги“.